# موتور حاجی حسین (چشمه زیارت)
موتور حاجی حسین یا حسین‌آباد روستایی در دهستان چشمه زیارت بخش مرکزی شهرستان زاهدان استان سیستان و بلوچستان ایران است.

## جمعیت
بر پایه سرشماری عمومی نفوس و مسکن در سال ۱۳۹۵ جمعیت این روستا ۱۰۲ نفر (۲۳خانوار) بوده‌است.